# Herse (mjesec)
Herse je prirodni satelit planeta Jupiter iz grupe Carme, otkriven 2003. godine. Retrogradni nepravilni satelit s oko 2 kilometra u promjeru i orbitalnim periodom od 672.752 dana. Otkrila ga je grupa astronoma okupljena oko Bretta J. Gladmana.